# Orlando Brown
Orlando Brown (Los Angeles (California), 4 december 1987) is een Amerikaans acteur en zanger.
Brown begon al in 1995 met acteren. Toch brak hij pas in 2003 door toen hij een rol kreeg in Disney's That's So Raven. Ook had hij vaste rollen in de televisieserie The Proud Family en Fillmore!.
Brown had tevens rollen in de Disney Channel Original Movies Eddie's Million Dollar Cook-Off (2003) en The Proud Family Movie (2005) en zong in enkele muziekvideo's van Disney Channel.
Enkele merkwaardige gastrollen in televisieseries zijn The Wayans Bros., The Pretender, Family Matters, The Jamie Foxx Show, That '70s Show, Lizzie McGuire, Phil of the Future en Cory in the House.
- Bibliothèque nationale de France: cb15037771m (data)
- International Standard Name Identifier: 0000 0003 7422 2944
- Library of Congress Control Number: n2004153065
- MusicBrainz: ea68625e-37dd-418f-b23a-b7fc875d5338
- Virtual International Authority File: 75716543
- WorldCat: E39PBJc3JmXddF99mbTY8t9JjC